# 83 Leonis Bb
83 Leonis Bb, còn gọi là HD 99.492 b hay gọi tắt là 83 Leo Bb, là một hành tinh ngoài Hệ Mặt Trời cách Trái Đất khoảng 58 năm ánh sáng trong chòm sao Sư Tử. Hành tinh này được nhóm nghiên cứu California and Carnegie Planet Search phát hiện vào tháng 1 năm 2005, bằng cách sử dụng phương pháp quang phổ Doppler. Nó hoàn thành quỹ đạo quanh sao chủ của nó với thời gian 17 ngày.